# Richmond Football Club
O Richmond Football Club, conhecido como "The Tigers", é um clube profissional de futebol australiano que compete na Australian Football League (AFL). O clube é sediado no Punt Road Oval, em Melbourne, Austrália, e joga suas partidas no Melbourne Cricket Ground . O clube  tem grande rivalidade com os times da cidade como: Collingwood Magpies, Carlton Blues e Essendon Bombers. 